# Andesvagteltinamu
Andesvagteltinamu (latin: Nothura darwinii) er en tinamuart, der findes i de sydlige Andesbjerge. Andesvagteltinamuens latinske navn er opkaldt efter Charles Darwin. Den er ca. 26 cm lang. Dens føde består af frugter, blomsterknopper, frø, nyudsprungne blade og hvirvelløse dyr. Hannen udruger æggene, som kan være lagt af forskellige hunner, hannen passer kyllingerne alene, indtil de er klar til at passe sig selv. Reden er på jorden.